# شامپانزه
شامپانزه نام رایجی برای دو گونه کپی (Ape) در سردهٔ پان (Pan) است. این دو گونه در جنگل‌های کنگو زندگی می‌کنند و رود کنگو دیوار حائلی میان زیستگاه طبیعی این دو گونه است:
- شامپانزه معمولی که خودش شامل حداقل چهار زیرگونه است.
- بونوبو فاقد زیرگونه است.

شامپانزه همانند گوریل‌ها، اورانگوتان‌ها و انسان، عضوی از خانوادهٔ انسان‌ساییان هستند. شامپانزه‌ها حدود شش میلیون سال پیش از انسان جدا شده‌اند و اکنون دو گونه شامپانزه‌های موجود نزدیک‌ترین خویشاوندان زندهٔ انسان هستند. دو گونهٔ شامپانزه معمولی و بونوبو (شامپانزهٔ کوتوله) نزدیک به ۱ میلیون سال پیش از هم جدا شده‌اند. انسان و شامپانزه نزدیکترین خویشاوندان ژنتیکی (با حدود ۱٫۲ درصد تفاوت DNA) می‌باشند.

## زیرگونه‌ها
شامپانزهٔ معمولی دارای چهار زیرگونهٔ تأیید شده، یک زیرگونهٔ پیشنهادی و یک زیرگونهٔ سابق است.
- شامپانزه مرکزی که در کشورهای کامرون، جمهوری آفریقای مرکزی، گینه استوایی، گابون و جمهوری دموکراتیک کنگو زندگی می‌کند.
 نام علمی: Pan troglodytes troglodytes.
- شامپانزه غربی که در کشور های گینه، گینه بیسائو، مالی، سنگال، سیرالئون، لیبریا، ساحل عاج و غنا زندگی می‌کند.
 نام علمی: Pan troglodytes verus.
- شامپانزه نیجریه کامرونی که در مناطق جنگلی در سراسر نیجریه و کامرون زندگی می کند.
 نام علمی: Pan troglodytes ellioti و گاهی Pan troglodytes vellerosus.
- شامپانزه شرقی که در کشورهای جمهوری آفریقای مرکزی، سودان، جمهوری دموکراتیک کنگو، اوگاندا، رواندا، بروندی، تانزانیا و زامبیا، زیست می‌کند.
 نام علمی: Pan troglodytes schweinfurthii.
- شامپانزه جنوب شرقی که به عقیدهٔ برخی از دانشمندان، زیرگونه ای جدید و متفاوت است و در کشور های بوروندی، اوگاندا، رواندا و تانزانیا، زیست می‌کند.
 نام علمی: Pan troglodytes marungensis.[۶]
- شامپانزه کوتوله (زیرگونهٔ سابق-اکنون تحت نام بونوبو شناخته می‌شود.)
 نام علمی: Pan paniscus و درگذشته Pan satyrus paniscus.[۷]

## پیشینهٔ فرگشتی

### روابط فرگشتی
سردهٔ پان (Pan) بخشی از زیرخانوادهٔ انسان‌ساییان است که انسان هم به آن تعلق دارد. انسان و شامپانزه نزدیک‌ترین خویشاوند فرگشتی هم هستند و طی فرایند گونه زایی در حدود ۶ تا ۱۲ میلیون سال پیش از هم جدا شده‌اند. پژوهش ماری-کلر کینگ در سال ۱۹۷۳ نشان داد که ۹۹٪ دی‌ان‌ای انسان همانند شامپانزه است. البته پژوهش‌های بیشتر نشان داد که این رقم در حدود ۹۷ درصد است. شواهد نشان می دهد که کروموزوم دو انسانی از ترکیب دو کروموزم شامپانزه ایجاد گردیده است.برخی از این تفاوت نیز در بخش‌های دی‌ان‌ای بی‌رمز قرار گرفته‌است و برخی به‌صورت کپی شدن آنزیمی مانند گلوتامیناز که نوروترانسمیتر در سیستم عصبی مرکزی می باشد و شاید بتواند هوش انسان ها را توجیه کند. به دلیل این شباهت ژنتیکی، برخی پیشنهاد داده‌اند که بهتر است شامپانزه‌ها را به جای سردهٔ پان در سردهٔ هومو (Homo) طبقه‌بندی کنند. دلیلی که آورده می‌شود این است که بسیاری گونه‌ها با تفاوت ژنتیکی بیشتر از انسان و شامپانزه در یک سرده فرض می‌شوند.

### سنگواره‌ها
بسیاری سنگواره‌های انسان پیدا شده ولی سنگواره‌های شامپانزه تا سال ۲۰۰۵ توصیف نشده بود. جمعیت‌های شامپانزهٔ حاضر در غرب و مرکز آفریقا با مناطقی که سنگواره‌های انسان در آن یافت شده (بیشتر شرق آفریقا) هم‌پوشانی ندارد. اگرچه، سنگواره‌هایی از شامپانزه‌ها در کنیا یافت شده‌است. این بدان معنی است که در دوران پلیستوسن میانه، انسان‌ها و اعضای سردهٔ پان در شرق آفریقا در کنار هم می‌زیسته‌اند.

## کالبدشناسی و فیزیولوژی
شامپانزهٔ معمولی نر در حالت ایستاد ۱/۲ متر قد و ۴۰ تا ۶۰ کیلوگرم وزن دارد. ماده‌ها عموماً کوچکتر بوده و بین ۲۷ تا ۵۰ کیلوگرم وزن دارند. بازوان بازشدهٔ شامپانزهٔ معمولی تا یک و نیم برابر قدش می‌رسند و دست‌های آن‌ها بزرگ‌تر از پاهایشان است. بونوبوها از شامپانزه‌های معمولی کوتاه‌تر و لاغرترند، ولی دست و پای درازتری دارند. هر دو گونه از بازوان قوی و دراز خود برای بالارفتن از درختان استفاده می‌کنند. شامپانزه‌ها در هنگام راه رفتن روی زمین، معمولاً با چهار دست و پا با مشت‌های گره‌کرده راه می‌روند. این نوع سیستم حرکت به «مشت‌پیمایی» مشهور است.

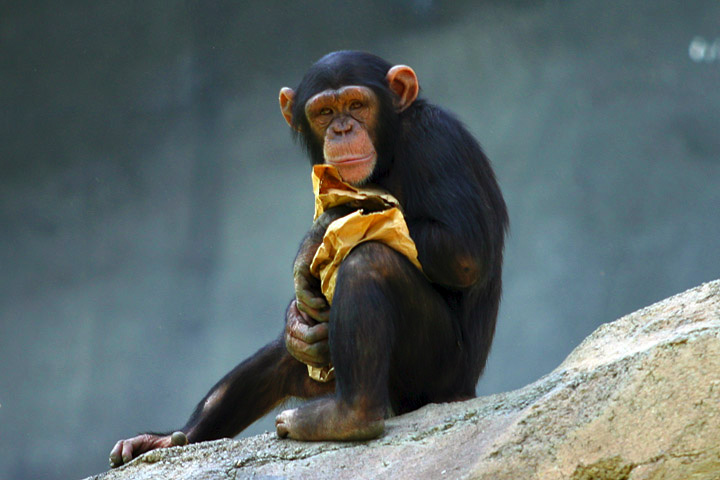
یک شامپانزه در باغ‌وحش لس آنجلس

پاهای شامپانزه از اورانگوتان برای راه رفتن مناسب‌تر است. به این خاطر که کف پای شامپانزه پهن‌تر و انگشتان پا در آن‌ها کوتاه‌تر می‌باشد. هم شامپانزهٔ معمولی و هم بونوبو می‌توانند ایستاده روی دو پا راه بروند و این کار را در هنگامی که از دست یا بازویشان برای حمل کردن اجسام استفاده می‌کنند انجام می‌دهند. رنگ موی آن‌ها تیره است و صورت، انگشتان، کف دست‌ها و کف پاها بدون مو است. شامپانزه‌ها مانند دیگر کپی‌های بزرگ دم ندارند. برآمدگی استخوانی بالای چشم‌ها به پیشانی آن‌ها ظاهری تو رفته می‌دهد و بینی آن‌ها صاف است. آرواره جلو زده‌است و لب‌ها می‌توانند بیرون بزنند. اندازهٔ مغز یک شامپانزه حدود یک سوم مغز انسان است.
بیضه‌های شامپانزه نسبت به کل بدنش به صورت غیرعادی بزرگ است. در شامپانزه وزن آن به‌طور متوسط ۱۱۰ گرم است. در مقایسه با آن در گوریل ۲۸ گرم و در انسان ۴۳ گرم می‌باشد. دلیل آن رقابت اسپرم‌ها در نتیجهٔ طبیعت چندهمسری شامپانزه‌ها و رفتار خاص جفت‌گیری آن‌ها دانسته شده‌است.
در هر دو گونه رنگ پوست بی‌حفاظ صورت، دستان و کف پاها از صورتی تا خیلی تیره متغیر است. به‌طور کلی رنگ پوست در سنین پایین روشن‌تر است و به مرور با بالغ شدن رو به تیرگی می‌گذارد. بونوبوها به نسبت اندام فوقانی درازتری دارند و بیشتر از شامپانزه معمولی روی دو پا راه می‌روند. پژوهشی در مرکز پزشکی دانشگاه شیکاگو حاکی از تفاوت‌های ژنتیکی بسیاری در میان جمعیت‌های پراکندهٔ شامپانزه‌ها است.
شامپانزه‌ها به‌طور متوسط در ۸ تا ۱۰ سالگی بالغ می‌شوند و در حیات وحش به ندرت از ۴۰ سال می‌گذرند. به‌طور میانگین طول عمر ۳۰ سال است اما در اسارت عمر تا بیش از ۶۰ سال نیز گزارش شده‌است.

## رفتار

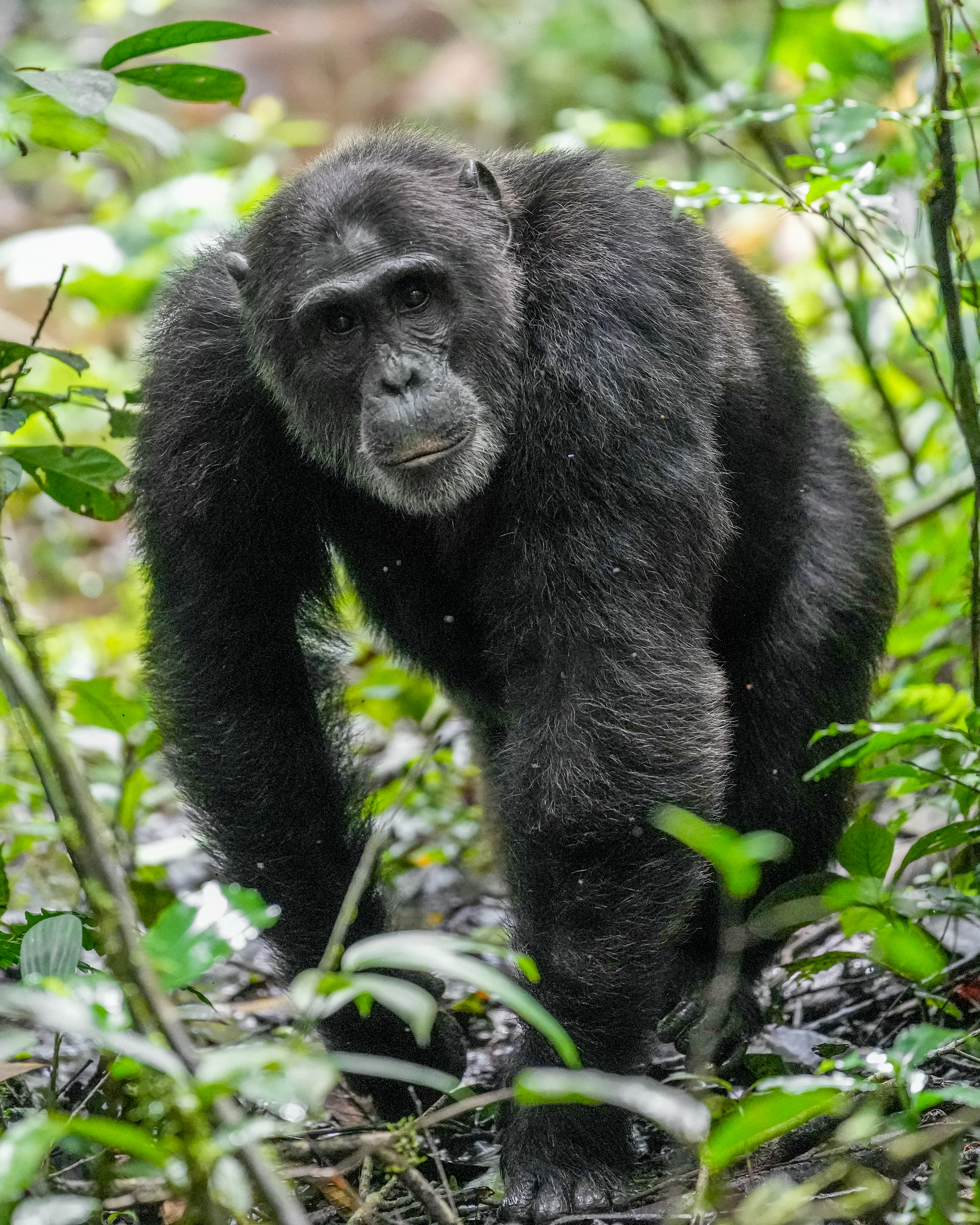
یک شامپانزه نر در حال راه رفتن در پارک ملی کیباله واقع در کشور اوگاندا.

تفاوت‌های ساختار بدنی میان شامپانزهٔ معمولی و بونوبو اندک، ولی تفاوت رفتارهای جنسی  و اجتماعی بسیار است. شامپانزه معمولی یک رژیم غذایی همه‌چیزخوار دارد، و فرهنگ شکارگری گروهی در آن‌ها با پیشتازی یک نر آلفا به همراه چند نر بتا همراه است. این روابط اجتماعی بسیار پیچیده هستند.

### هوش
شامپانزه‌ها ابزار می‌سازند و از آن برای به‌دست آوردن خوراکشان استفاده می‌کنند. آن‌ها روش‌های پیچیده‌ای برای شکار دارند که مستلزم همکاری، نفوذ و رتبه و درجه است. آن‌ها در وضعیت آگاهانه توانایی دستکاری و فریب دادن را دارند. آن‌ها می‌توانند با استفاده از یادگیری نمادها و درک جنبه‌های انسانی زبان شامل مفاهیم تعداد و توالی اعداد را درک کنند، و آن‌ها را توانا به برنامه‌ریزی خودکار برای رویدادها و حوادث آینده می‌کند.
شمپانزه‌ها در برخی مهارت‌ها ذهنی کارآمدتر از انسان دارند. برای مثال آن‌ها در «آزمون حافظه فعال» نمرات بسیار بهتری از انسان‌ها کسب می‌کنند. در این آزمون چند عدد متوالی برای زمان کوتاهی بر روی صفحهٔ نمایشگر لمسی ظاهر شده و سپس آزمون‌دهنده باید جای آن‌ها را به ترتیب بر روی صفحه نمایشگر نشان دهد. شمپانزه‌هایی که در این آزمون شرکت می‌کنند نه تنها باید مفهوم اعداد و توالی آن‌ها را درک کنند بلکه باید با حافظه تصویری خود جای آن‌ها را در صفحه نمایشگر به خاطر بسپارند. آزمایش‌هایی که توسط مؤسسه پژوهش‌های نخستی دانشگاه کیوتو ژاپن انجام شده نشان می‌دهد که انسان‌های باهوش و تحصیلکرده حتی با تمرینات فراوان حافظه تصویری ضعیفتری از شمپانزه‌های جوان دارند. سال ۲۰۰۵ آیومو شامپانزه ۵ ساله موفق شد ۹ انسان دانشجو را در این آزمون شکست دهد. وقتی ۵ عدد در مدت زمان ۲ دهم یا چهار دهم ثانیه به نمایش در می‌آید آیومو در ۸۰ درصد موارد به درستی جای آن‌ها را به خاطر می‌سپرد ولی انسان‌ها فقط در ۴۰ درصد موارد موفق می‌شدند. تستورو ماتسوزاوا از محققینی که بر روی توانایی‌های شناختی شمپانزه‌ها کار می‌کند معتقد است نمرات ضعیفتر انسان‌ها به این دلیل است که انسان‌ها در طول مسیر فرگشتی خود بسیاری از مهارت‌های ذهنی را از دست داده‌اند تا مغز آن‌ها فضای بیشتری برای گسترش مهارت‌های زبانی داشته باشد. آیومو در سال ۲۰۰۷ حتی موفق شد بن پرایدمور قهرمان مسابقات حافظه دنیا را در این آزمون شکست دهد. در این آزمون آیومو در ۹۰ درصد موارد موفق شد درحالی‌که پرایدمور در ۳۳ درصد موارد موفق بود.

#### استفاده از ابزار
شامپانزه‌ها در بسیاری از موارد از ابزاری دقیق و حساب شده برای به‌دست آوردن خوراک خود استفاده می‌کنند. برای نمونه می‌توان از ساخت نی‌های بلندی نام برد که با وارد کردن به لانهٔ مورچه‌ها و موریانه‌ها، آن‌ها را شکار و غذایی سرشار از پروتئین را به سادگی به دست می‌آورند.
روش کار هم بدین صورت است که، نی‌هایی با شکل و اندازهٔ مشخص توسط شامپانزه ساخته و سپس از مدخل لانه، وارد لانهٔ مورچه‌ها یا موریانه می‌شود و آن‌ها که فکر می‌کنند دشمنی به لانه وارد شده، نی را گاز می‌گیرند و سپس شامپانزه با بیرون کشیدن نی، غذایی عالی به دست می‌آورد.
این نمونه‌ای از استفاده از ابزار به شکل هوشمندانه توسط شامپانزه هاست.
شامپانزه نشان می‌دهد که قادر به درک بالای مطالب و حتی تفکر و ابزارسازی است.
این استفادهٔ دقیق از ابزار مشخص می‌کند که فقط گونه‌های هومو ابزار ساز نبوده‌اند.

## رابطه با انسان
ایدز یا اِیچ‌آی‌وی شکلی جهش‌یافته از ویروسی است که شامپانزه‌ها را گرفتار می‌کند و ویروس «نقص ایمنی میمونی» نام دارد.
شباهت ژنتیکی با انسان بر پایه پژوهشهای دانشمندان دانشکده پزشکی دانشگاه ایالتی وین در دیترویت آمریکا، انسان و شامپانزه ۹۷٪ شباهت ژنتیکی دارند.